# بطاقة (انتخابات)

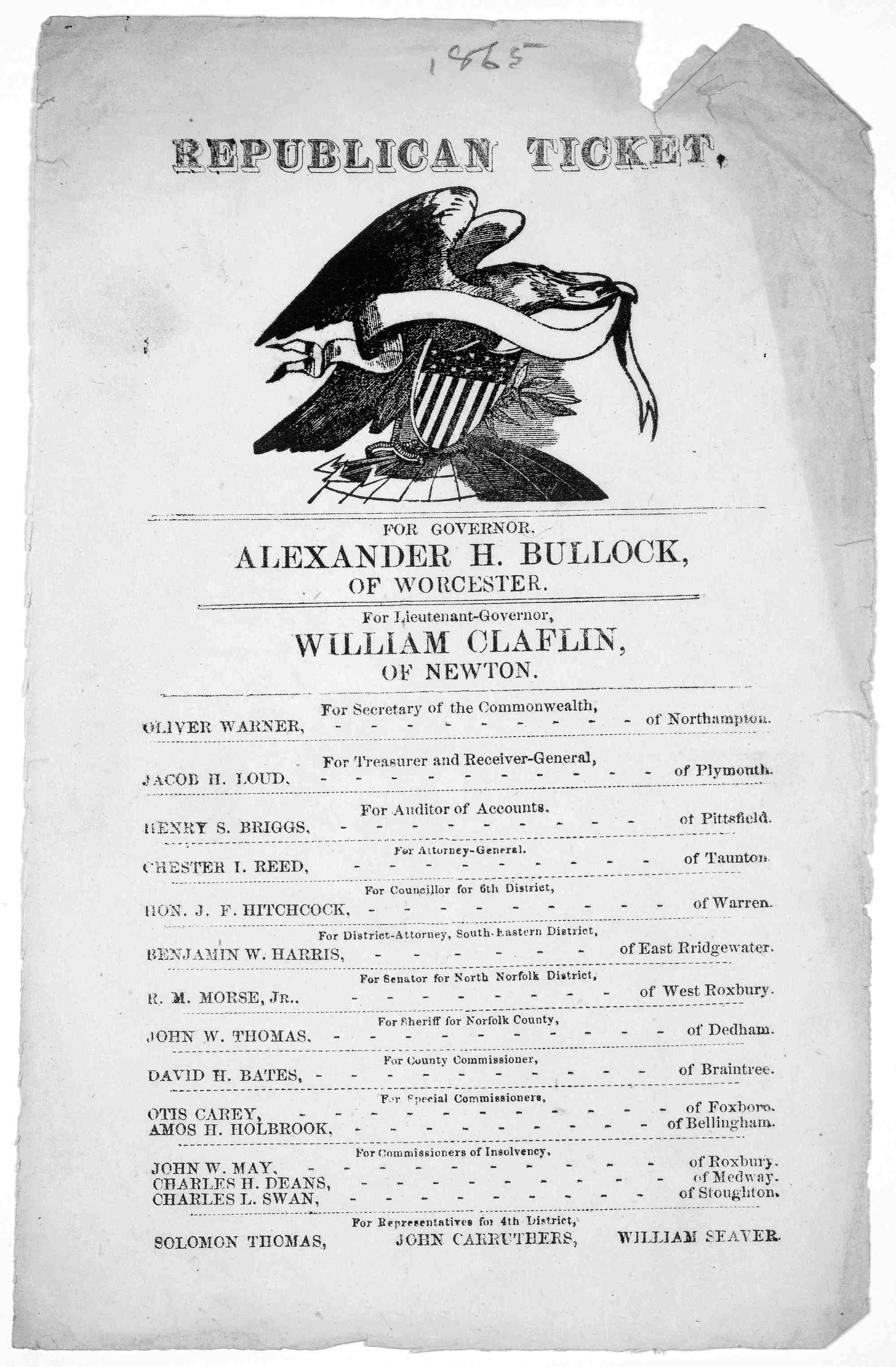
بطاقة الحزب الجمهوري من الانتخابات الحاكمية لعام 1865 في ولاية ماساشوستس. المرشح الجمهوري ألكسندر بولوك، هزم منافسه الديمقراطي داريوس كاوتش.

تشير كلمة بطاقة إلى خيار انتخابي واحد يملأ أكثر من منصب سياسي أو مقعد. على سبيل المثال، في الولايات المتحدة، يترشح المرشحون لمنصب الرئيس ونائب الرئيس على نفس «البطاقة»، لأنه يتم انتخابهم معًا في سؤال على ورقة اقتراع واحدة بدلاً من ورقتين بشكل منفصل.
يمكن أن تشير البطاقة أيضًا إلى حزب سياسي. وفي هذه الحالة، يُقال أن المرشحين لحزب معين يترشحون على بطاقة الحزب. «التصويت الحزبي المباشر» (هو الأكثر شيوعًا في الولايات الأمريكية) هو التصويت لبطاقة مرشحي الحزب بأكمله، بما في ذلك كل منصب يترشح له مرشحٌ من الحزب. وخاصة في عصر آليات التصويت الميكانيكية، كان ممكنًا تحقيق هذا الأمر في العديد من الولايات القضائية من خلال استخدام «ذراع الحزب» الذي يعطي صوتًا لكل عضو من أعضاء الحزب تلقائيًا من خلال تنشيط الذراع مرة واحدة. مقسمو البطاقات هم الأشخاص الذين يقومون بالتصويت لمرشحين من أكثر من حزب سياسي واحد عند تصويتهم للمناصب العامة، فهم يقومون بالتصويت على أساس الشخصيات الفردية والسجلات بدلاً من الولاءات الحزبية.
بينما تشير كلمة البطاقة عادة إلى الحزب السياسي، إلا أنهما ليسا بالمثل قانونًا. في حالات نادرة، يمكن لأعضاء حزب سياسي الترشح ضد المرشح الرسمي لحزبهم من خلال الترشح على بطاقة حزب منافس أو إنشاء بطاقة جديدة بتسمية «مستقل» أو حزب «خاص» اعتمادًا على قوانين الانتخابات بالولاية القضائية. واعتمادًا على قواعد الحزب، قد تحتفظ هذه الأعضاء المخادعة بعضوية حزبهم الأصلي وبالتالي يمكن لشخصين من حزب سياسي واحد الترشح ضد بعضهما البعض ببطاقات مختلفة. وكانت هذه هي الحالة للسناتور جوزيف ليبرمان الذي احتل منصبه بالترشح ضد المرشح الرسمي لـحزبه الديمقراطي لإعادة الانتخابات عام 2006.
قد ترعى فصائل الحزب السياسي البطاقات في الانتخابات التمهيدية. وعندما يحدث ذلك، يؤيد العديد من المرشحين، عادة واحدًا لكل منصب يتنافس عليه ترشيح الحزب في الأساس، بعضهم البعض وقد يظهرون معًا ويتبادلون الإعلانات بهدف تأمين ترشيح الحزب للمنصب الذي يسعى إليه كل منهم لجميع أعضاء البطاقة. وكثيرًا ما كان يوجد هذا النظام في عصر الجنوب الصلب في جنوب الولايات المتحدة عندما لم يكن هناك نظام حزبين فعال وكان يعد الفوز في الحزب الديمقراطي بشكل أساسي «مساويًا للانتخابات».
بالرغم من أن «البطاقة» لم تعد حقيقة مادية في التصويت، إلا أن الأحزاب لا تزال تحفز فكرة التصويت لها في كل سباق على ورقة الاقتراع.